# Trude Gundersen
Trude Gundersen (Bergen, 6 de junho de 1977) é uma ex-taekwondista norueguesa.
Trude Gundersen competiu nos Jogos Olímpicos de 2000, na qual conquistou a medalha de prata.